# Karl Borromäus Thumann
Karl Borromäus Thumann (* 13. September 1820 in Bamberg; † 15. Mai 1874 ebenda) war deutscher Theologe und Generalvikar in Bamberg.

## Leben
Nachdem Thumann das Gymnasium beendet hatte, studierte er nach ebenso beendigtem Philosophiestudium an der Universität München katholische Theologie. Das Studium schloss er mit der Promotion ab.
Seine Priesterweihe erfolgte am 2. März 1844. Er wurde Vikar in Zeuln; danach wurde Thumann 1846 sehr früh zum Subregens des Herzoglichen Georgianums (München). Es folgte eine Professur für Pastoraltheologie an der Universität München. Aufgrund eines Nervenleidens legte er seine Ämter nieder und wurde im Jahre 1863 Generalvikar im Erzbistum Bamberg. Er starb am 15. Mai 1874 mit noch nicht einmal 54 Jahren.

## Veröffentlichung
- Die Bestandtheile des Menschen und ihr Verhältnis zueinander nach der Lehre der katholischen Kirche. Franz Züberlein, Bamberg 1846.